# Old-Oyo-Nationalpark
Der Old-Oyo-Nationalpark liegt im Nordosten des Bundesstaates Oyo, im Südwesten von Nigeria. Er erstreckt sich auf einer Fläche von 2512 km² auf dem Höhenrücken der Oberguineaschwelle.

## Geschichte
Der Nationalpark setzt sich aus den Gebieten zweier ehemaliger Waldreservate zusammen, den 1936 bzw. 1941 ausgewiesenen Upper Ogun und Oyo-ile Forest Reserves. Sie wurden 1952 in Wildreservate umgewandelt. Als 1991 der Nigeria National Park Service (NNPS) gegründet wurde, wurden dabei auch fünf Gebiete zum Nationalpark ernannt, darunter der Old-Oyo-Nationalpark.
Seinen Namen erhielt der Nationalpark von dem im Park gelegenen Ort Oyo-Ile, dem Machtzentrum des historischen Königreichs Oyo. Der Name Oyo-Ile entstammt der Sprache der Yoruba, was übersetzt Altes Oyo (en: Old Oyo) bedeutet. Die Palastanlage der letzten Könige von Oyo befindet sich in Oyo-Ile und gehört zu den bekanntesten Attraktionen des Nationalparks. Die Hauptverwaltung des Nationalparks befindet sich in Oyo, an der Oyo-Iseyin road.

## Geographie
Die Topographie des Nationalparks wird bestimmt durch eine flache Hochebene, die nur durch wenige Erhebungen unterbrochen wird. Lediglich im Nordosten des Parks finden sich hohe Granitfelsen, die aus der Ebene herausragen, während das Zentrum des Parks durch flache Hügel und niedrige Höhenzüge durchzogen wird. Das Höhenprofil des Parks umfasst ein Höhenband von 330 bis 508 Metern über dem Meeresspiegel. Der größte Teil des Parks liegt im Wassereinzugsgebiet des Flusses Ogun, von dessen Nebenflüssen Owu und Owe die südliche Grenze gebildet wird. Nur die nördliche Region des Parks liegt im Einzugsgebiet des Flusses Tessi, einem Nebenfluss des Moshi. Am Südende des Parks wurde der Ogun mit dem Ikere-Gorge-Damm zu einem See aufgestaut.
Die Vegetation des Nationalparks wird von der Guinea-Savanne bestimmt, einer Feuchtsavanne. Das Klima in der Region wird durch einen Wechsel von Regen- und Trockenzeit bestimmt, wird jedoch als ausgesprochen humid bezeichnet. Die Regenzeit dauert von April bis Oktober und erreicht im Sommer ihre höchste Intensität mit dem Eintreffen des westafrikanischen Monsuns. Die Tagesmitteltemperaturen reichen von 25 bis 35 °C.

## Flora und Fauna
Zu den im Park vorkommenden Primaten gehören der Husarenaffe (Erythrocebus patas), der sich hauptsächlich von den Blättern und Früchten der im Park vorkommenden Baumarten Seyal-Akazie, Parkia biglobosa, Mango und Karitébaum ernährt. Zudem sind im Nationalpark der Anubispavian und die Tantalus-Grünmeerkatze verbreitet. Weitere Säugetierarten umfassen Büffel, Kamerun-Grasantilope, Pferdeantilope, Westafrika-Kuhantilope, Kronenducker, der Südliche Oribis, Defassa-Wasserbock, Buschbock, sowie Warzen-, Pinselohr- und Gewöhnliche Stachelschwein. Für das Warzenschwein wurden 213 Tiere (ca. 0,38/km²) im Jahr 2018 bzw. 184 (ca. 0,32/km²) im Jahr 2019 gezählt. Früher gehörten auch Löwe, Leopard und Elefant zum Bestand, jedoch scheinen die Raubtiere mindestens selten geworden zu sein. Anzeichen dafür sind auch der hohe Bestand an Kobs und Antilopen. Der Elefant ist inzwischen vermutlich ganz aus dem Nationalpark verschwunden.  Eine Studie in den Pufferzonen des Parks fand 30 Vogelarten aus 21 Familien. Am häufigsten wurden dabei im Marguba-Gebiet die Schafstelze und im Ogund-Tede-Gebiet der Grautoko beobachtet. Der Park gilt als das westlichste Verbreitungsgebiet des Buntkopf-Felshüpfers (Picathartes oreas), der als potentiell gefährdet eingestuft wird. Eine weitere potentiell gefährdete Art ist der Buntkopf-Felshüpfer. Weitere vorkommende Vogelarten sind unter anderem der Schreiseeadler, der Weißscheitelkiebitz, der Gelbschulterweber, der Grautoko, der Graureiher, der Senegalpapagei, der Bannerman-Weber, der Doppelspornfrankolin, eine Perlhuhn-Art und die Crossleydrossel (Geokichla crossleyi). Die Reptilienfauna umfasst beispielsweise das Nilkrokodil, Landschildkröten, die Östliche Gabunviper und den Nördlichen Felsenpython.
Der Old-Oyo-Nationalpark büßte durch anhaltenden Holzeinschlag große Teile seiner Waldbestände ein. Im Zeitraum von 1995 bis 2007 wurden 3.547 Quadratkilometer Waldfläche abgeholzt, also im Schnitt jährlich 296 Quadratkilometer.

## Archäologische Stätten
Die Hauptsehenswürdigkeiten des Parks, die von historischem und archäologischem Wert sind, befinden sich an dessen nördlichem Ende. Dazu gehören die Überreste der alten Stadtmauern von Oyo Ile. Die ehemalige Stadt wurde um 1837 n. Chr. verlassen. Das alte Palastgelände und ein ehemaliges Wasserreservoir liegen innerhalb eines 200 ha großen Gebiets, das von einer 7,5 km langen Mauer umgeben ist. Zwei konzentrische Außenmauern mit Gräben und einer Länge von 18 bzw. 28 km umschließen weitere fast 3000 ha. Die Fläche ist zu etwa einem Drittel von Ruinen früherer Lehmbauten bedeckt und zu einem weiteren Drittel von Scherben, die von temporäreren Aufenthaltsorten zeugen. Das Gebiet steht auf der Tentativliste der UNESCO. Es wurde Ende 1995 nominiert. Im Zentrum der ehemaligen Stadt befindet sich der alte Akesan-Markt und der Palast des Alafin, des Königs von Oyo. Die Hauptstadt der Yoruba wechselte in der Vergangenheit mehrmals. Nach mündlicher Überlieferung des Volkes lebten sie zunächst in Koso, bevor sie ins südlich gelegene Oyo Ile zogen. Später waren es Ipapo Ile, Igboho und erneut Oyo Ile von ca. 1570 bis 1836, bevor sie sich schließlich im heutigen Oyo niederließen, 52 km nordöstlich von Ibadan. Darüber hinaus gibt es als Sehenswürdigkeiten im Nationalpark die Agbaku-Höhle, die Funde aus der Steinzeit enthält sowie die Kosomonu-Hügel. Am 10. Mai 2021 eröffnete im Park eine Fotoausstellung zu den archäologischen Aktivitäten seit 2017, die auch exemplarisch einige Fundstücke zeigt, darunter Töpfe und Mahlsteine.